# Nadrichne (Berezhany)
Nadrichne (ucraniano: Надрі́чне) es un pueblo de Ucrania, constituido administrativamente como una pedanía de la ciudad de Berezhany, en el raión de Ternópil de la óblast de Ternópil.
En 2001, el pueblo tenía una población de 793 habitantes.
Se ubica unos 7 km al norte de Berezhany, sobre la carretera que lleva a Zólochiv.

## Historia
Antes de la fundación del actual municipio de Berezhany en 2018, el pueblo era sede de un consejo rural en el raión de Berezhany. El consejo rural no tenía pedanías.